# Agencja Oceny Technologii Medycznych i Taryfikacji
Agencja Oceny Technologii Medycznych i Taryfikacji (dawniej Agencja Oceny Technologii Medycznych) – państwowa jednostka organizacyjna posiadająca osobowość prawną, nadzorowana przez ministra właściwego do spraw zdrowia. Agencja pełni funkcje opiniodawczo-doradcze dla Ministra Zdrowia. Mieści się w Warszawie przy ul. Przeskok 2.

## Zadania
- gromadzenie, udostępnianie i upowszechnianie informacji o ocenach technologii medycznych opracowywanych w Polsce i w innych krajach, ich wynikach, rekomendacjach i metodach ich opracowywania,
- opracowywanie i weryfikację ocen technologii medycznych, ze szczególnym uwzględnieniem tych technologii, które są finansowane ze środków publicznych,
- opracowywanie rekomendacji dla ministra zdrowia dotyczących technologii medycznych (lekowych i nielekowych),
- organizowanie szkoleń,
- prowadzenie działań informacyjnych, dotyczących prowadzonej działalności.

Od 1 stycznia 2007 do 31 lipca 2009 AOTM zapewniała także bezpłatny Narodowy Dostęp do Biblioteki Cochrane dla obywateli Rzeczypospolitej Polskiej.
AOTM działa od 2006. Po nowelizacji w 2009 ustawy o świadczeniach opieki zdrowotnej finansowanych ze środków publicznych Agencja Oceny Technologii Medycznych zyskała osobowość prawną. Wówczas kierownictwo nad agencją objął prezes, a nie jak wcześniej dyrektor. 1 stycznia 2015 weszła w życie kolejna nowelizacja ustawy o świadczeniach opieki zdrowotnej finansowanych ze środków publicznych zmieniająca nazwę Agencji Oceny Technologii Medycznych na Agencję Oceny Technologii Medycznych i Taryfikacji, a także zakres jej zadań.
Funkcję opiniodawczo-doradczą Agencji pełni Rada Przejrzystości. Do zadań Rady należy w szczególności opracowywanie rekomendacji dotyczących finansowania technologii medycznych. Skład Rady Przejrzystości jest umieszczony na stronie internetowej AOTMiT.

## Kierownictwo
Dyrektorzy
- dr n. med. Waldemar Wierzba
- dr n. med. Wojciech Jerzy Matusewicz (kwiecień 2008[4] – 2010[5])

Prezesi
- dr n. med. Wojciech Jerzy Matusewicz (5 stycznia 2010[5] – 8 listopada 2017[4])
- dr n. med. Roman Topór-Mądry (8 listopada 2017[2] – 13 listopada 2023[6])
- Daniel Rutkowski (od 28 marca 2024[7])

Zastępcy Prezesa
- Daniel Rutkowski (od lutego 2023[8] do 28 marca 2024)
- Anna Kowalczuk (od 2 września 2024[9])